# TSV Farge-Rekum
Die TSV Farge-Rekum (vollständiger Name: Turn- und Sportvereinigung Farge-Rekum von 1890 e. V.) ist ein Sportverein aus dem Bremer Stadtteil Farge. Die erste Frauenmannschaft nahm einmal am DFB-Pokal teil. Die erste Männermannschaft spielte drei Jahre lang in der höchsten bremischen Amateurliga.

## Geschichte
Der Verein wurde am 4. November 1890 gegründet. Neben Fußball bietet die TSV noch Turnen und Gesundheitssport, Handball, Tennis in Kooperation, Tischtennis und Darts an.

### Frauen
Die Frauenmannschaft der TSV Farge-Rekum qualifizierte sich im Jahre 1981 für den DFB-Pokal. Dort unterlag die Mannschaft in der ersten Runde dem Rendsburger TSV knapp mit 1:2.

### Männer
Die Männermannschaft schaffte im Jahre 1979 mit dem Aufstieg in die Verbandsliga Bremen den größten Erfolg. Drei Jahre später stieg die Mannschaft wieder ab. In den folgenden Jahren rutschte die Mannschaft bis in die Kreisliga C hinab. Seit dem Wiederaufstieg im Jahre 2016 spielten die TSV-Männer die Saison 2017/2018 in der Landesliga aus der sie als Tabellenletzter abstieg. Aktuell treten sie nun in der Bezirksliga an.

## Kritik
In der Vergangenheit sah sich der Verein vereinzelt mit Kritik konfrontiert, Verbindungen in rechtsextreme beziehungsweise neonazistische Kreise gehabt zu haben. Hintergrund dieser Kritik war insbesondere die mittlerweile verbotene Fangruppe „Farger Ultras“, deren Auflösung rechtskräftig erfolgt ist. Einige ehemalige Mitglieder dieser Gruppe sind weiterhin im Vereinsumfeld aktiv. Die Vorwürfe basierten vor allem auf medialer Berichterstattung und individueller Meinungsbildung. Die TSV hat sich wiederholt und ausdrücklich von extremistischen Strömungen distanziert und betont sein Engagement für ein familienfreundliches, integratives und offenes Stadtteilleben.